# Supplément de vol Canada
Supplément de vol Canada (anglais : Canada Flight Supplement) est une publication conjointe civile et militaire, supplément de Aeronautical Information Publication. C'est le répertoire officiel des aéroports canadiens.
Le Supplément était édité par Ressources naturelles Canada jusqu'au 15 mars 2007.